# Ethan
Ethan là một hợp chất hóa học có công thức hóa học C2H6. Nó là một alkan, nghĩa là một hydrocarbon no không tạo vòng. Ở áp suất và nhiệt độ bình thường thì ethan là một khí không màu, không mùi.
Nó là hydrocarbon bão hòa đơn giản nhất có chứa nhiều hơn 1 nguyên tử carbon. Ethan là một hợp chất có tầm quan trọng công nghiệp do có thể chuyển hóa thành etylen nhờ cracking.
Ở mức độ công nghiệp thì ethan được sản xuất từ khí thiên nhiên và từ chưng cất dầu mỏ. Trong phòng thí nghiệm nó có thể được tổng hợp hóa học bằng điện phân Kolbe.

## Tính chất hóa học
Với nhiệt độ 500 °C dưới tác dụng xúc tác ethan ra ethylen: C2H6 -> C2H4 +H2
Tác dụng với halogen:
VD:
C2H6+Br2->C2H5Br+HBr
Tác dụng với HNO3: C2H6 + HNO3 (40-60 °C)-> C2H5O2N+H2O

## Điều chế
- 2CH3Cl + 2Na → C2H6 + 2NaCl

Phương trình tổng quát:
2RCl + 2Na → R + 2NaCl
- 3CH3Cl + 3 C2H5Cl + 6Na → C2H6 + C4H10 + C3H8 + 6NaCl
C2H4 + H2 → C2H6

Phương trình tổng quát:
CnH2n + H2 → CnH2n+2
- C4H10 → C2H6 + C2H4
C2H5COONa + NaOH → C2H6 + Na2CO3

Phương trình tổng quát:
RCOONa + NaOH → RH + Na2CO3
- C2H2 + 2H2 → C2H6

Phương trình tổng quát:
CnH2n-2 + 2H2 → CnH2n+2

## Ứng dụng
Ethan là nguyên liệu thô quan trọng cho công nghiệp hóa dầu và là nguồn nhiên liệu quan trọng nhất của kinh tế thế giới.
Các nguyên liệu ban đầu cho gia công chế biến là khí thiên nhiên và dầu thô. Dầu thô được tách ra tại các nhà máy lọc dầu bằng cách chưng cất phân đoạn và sau đó được chế biến thành các sản phẩm khác nhau, ví dụ xăng. Sự "phân đoạn" khác nhau của dầu thô có các điểm sôi khác nhau và có thể cô lập và tách bóc rất dễ dàng: với các phân đoạn khác nhau thì các chất có điểm sôi gần nhau sẽ bay hơi cùng với nhau.
Sử dụng chủ yếu của một alkan nào đó có thể xác định hoàn toàn phù hợp với số nguyên tử carbon trong nó, mặc dù sự phân chia ranh giới dưới đây là đã lý tưởng hóa và chưa thực sự hoàn hảo. Bốn alkan đầu tiên được sử dụng chủ yếu để cung cấp nhiệt cho các mục đích sưởi ấm và nấu ăn, và trong một số quốc gia còn để chạy máy phát điện. Methan và ethan là các thành phần chủ yếu của khí thiên nhiên; chúng thông thường được lưu trữ như là khí nén. Tuy nhiên, rất dễ dàng chuyển chúng sang dạng lỏng: điều này đòi hỏi đồng thời việc nén và làm lạnh khí.
Propan và butan có thể hóa lỏng ở áp suất tương đối thấp, và chúng được biết dưới tên gọi khí hóa lỏng (viết tắt trong tiếng Anh là LPG). Ví dụ, prôpan được sử dụng trong các lò nung khí propan còn butan thì trong các bật lửa sử dụng một lần (ở đây áp suất chỉ khoảng 2 barơ). Cả hai alkan này được sử dụng làm tác nhân đẩy trong các bình xịt.
Từ pentan tới octan thì alkan là các chất lỏng dễ bay hơi. Chúng được sử dụng làm nhiên liệu trong các động cơ đốt trong, do chúng dễ hóa hơi khi đi vào trong khoang đốt mà không tạo ra các giọt nhỏ có thể làm hư hại tính đồng nhất của sự cháy. Các alkan mạch nhánh được ưa chuộng hơn, do chúng có sự bắt cháy muộn hơn so với các alkan mạch thẳng tương ứng (sự bắt cháy sớm là nguyên nhân sinh ra các tiếng nổ lọc xọc trong động cơ và dễ làm hư hại động cơ). Xu hướng bắt cháy sớm được đo bằng chỉ số octan của nhiên liệu, trong đó 2,2,4-trimethylpentan (isooctan) có giá trị quy định ngẫu hứng là 100 còn heptan có giá trị bằng 0. Bên cạnh việc sử dụng như là nguồn nhiên liệu thì các alkan này còn là dung môi tốt cho các chất không phân cực.
Các alkan từ nonan tới ví dụ là hexadecan (alkan với mạch chứa 16 nguyên tử carbon) là các chất lỏng có độ nhớt cao, ít phù hợp cho mục đích sử dụng như là xăng. Ngược lại, chúng tạo ra thành phần chủ yếu của dầu diesel (điêzen) và nhiên liệu hàng không. Các nhiên liệu điêzen được đánh giá theo chỉ số cethan (cethan là tên gọi cũ của hexadecan). Tuy nhiên, điểm nóng chảy cao của các alkan này có thể sinh ra các vấn đề ở nhiệt độ thấp và tại các vùng gần cực Trái Đất, khi đó nhiên liệu trở nên đặc quánh hơn và sự truyền dẫn của chúng không được đảm bảo chuẩn xác.
Các alkan từ hexadecan trở lên tạo ra thành phần quan trọng nhất của các loại chất đốt trong các lò đốt và dầu bôi trơn. Ở chức năng sau thì chúng làm việc như là các chất chống gỉ do bản chất không ưa nước của chúng làm cho nước không thể tiếp xúc với bề mặt kim loại. Nhiều alkan rắn được sử dụng như là parafin, ví dụ trong các loại nến. Không nên nhầm lẫn parafin với sáp thực sự (ví dụ sáp ong) chủ yếu là hỗn hợp của các ester.
Các alkan với độ dài mạch carbon khoảng từ 35 trở lên được tìm thấy trong bitum, được sử dụng chủ yếu trong nhựa đường để rải đường. Tuy nhiên, các alkan có mạch carbon lớn có ít giá trị thương mại và thông thường hay được tách ra thành các alkan mạch ngắn hơn thông qua phương pháp cracking.